# Juremir Machado da Silva
Juremir Machado da Silva (Santana do Livramento, 29 de enero de 1962) es un escritor, traductor, periodista y profesor universitario brasileño.

## Biografía
Nació en 1962 en Santana do Livramento, Brasil. Se licenció en Periodismo e Historia por la Pontificia Universidad Católica de Río Grande del Sur y es doctor en sociología por la Universidad de París Descartes, bajo la supervisión de Michel Maffesoli.  Fue coordinador del Programa de Posgrado en Comunicación de la PUC-RS. 
En París, de 1993 a 1995, fue columnista y corresponsal del diario Zero Hora. En 1998, realizó un posdoctorado en Francia bajo la dirección de Edgar Morin, Jean Baudrillard y Michel Maffesoli. Actualmente es profesor del curso de Periodismo en la Facultad de Comunicación Social de la PUCRS, donde es coordinador del Programa de Posgrado en Comunicación desde 2022. Fue coordinador del Caderno de Sábado, donde trabajó para el periódico Correio do Povo de Porto Alegre. Presentó el programa Esfera Pública en Radio Guaíba y participó en los programas Bom Dia, Ganhando o Jogo y Guaíba Revista». Forma parte del consejo editorial de las revistas académicas extranjeras Sociétés, Hermès y Esprit Critique. Fue vicepresidente de la Asociación Nacional de Programas de Posgrado en Comunicación (Compós) y representante del área de Comunicación en el (CNPQ). Es doctor honoris causa por la Universidad Paul Valéry de Montpellier.